# سرگی آندرونوف
سرگی آندرونوف (روسی: Сергей Владимирович Андронов؛ زادهٔ ۱۹ ژوئیهٔ ۱۹۸۹) بازیکن هاکی روی یخ اهل روسیه است.
وی همچنین برندهٔ جوایزی همچون نشان دوستی شده‌است.